# 트랜스포머: 워 포 사이버트론
《트랜스포머 워 포 사이버트론》(Transformers War for Cybertron)은 하이 문 스튜디오에서 제작한 게임이자 2010년에 출시된 비디오 게임이다.

## 상세

### 내용
개발은 액티비전에서 맡았으며 게임 감독은 매트 티거(Matt Tieger)가 맡았다. 프랜차이즈 기반으로 하스브로에서 완구도 만들었다. 속편이자 후속작으로 트랜스포머: 폴 오브 사이버트론이 있다.

## 게임 플레이
FPS 기반 플레이 게임이며 멀티플레이 무기 조작이 있다. 게임 진행 중 원작 오마주도 확인할 수 있다.

## 평가
게임 평가로는 메타크리틱에서 70점 이상 높은 점수를 받았다.

## 그 외
- 트랜스포머 프라임과 같은 세계관인 얼라인드 세계관 (Aligned continuity)이며 트랜스포머 프라임에 프리퀄에 해당된다.
- 원작 G1 세계관에 평행의 작품인 워 포 사이버트론 트릴로지 (War for Cybertron Trilogy) 와는 다른 작품이다.

## 같이 보기
- 트랜스포머